# بحيرة تابر (نيويورك)

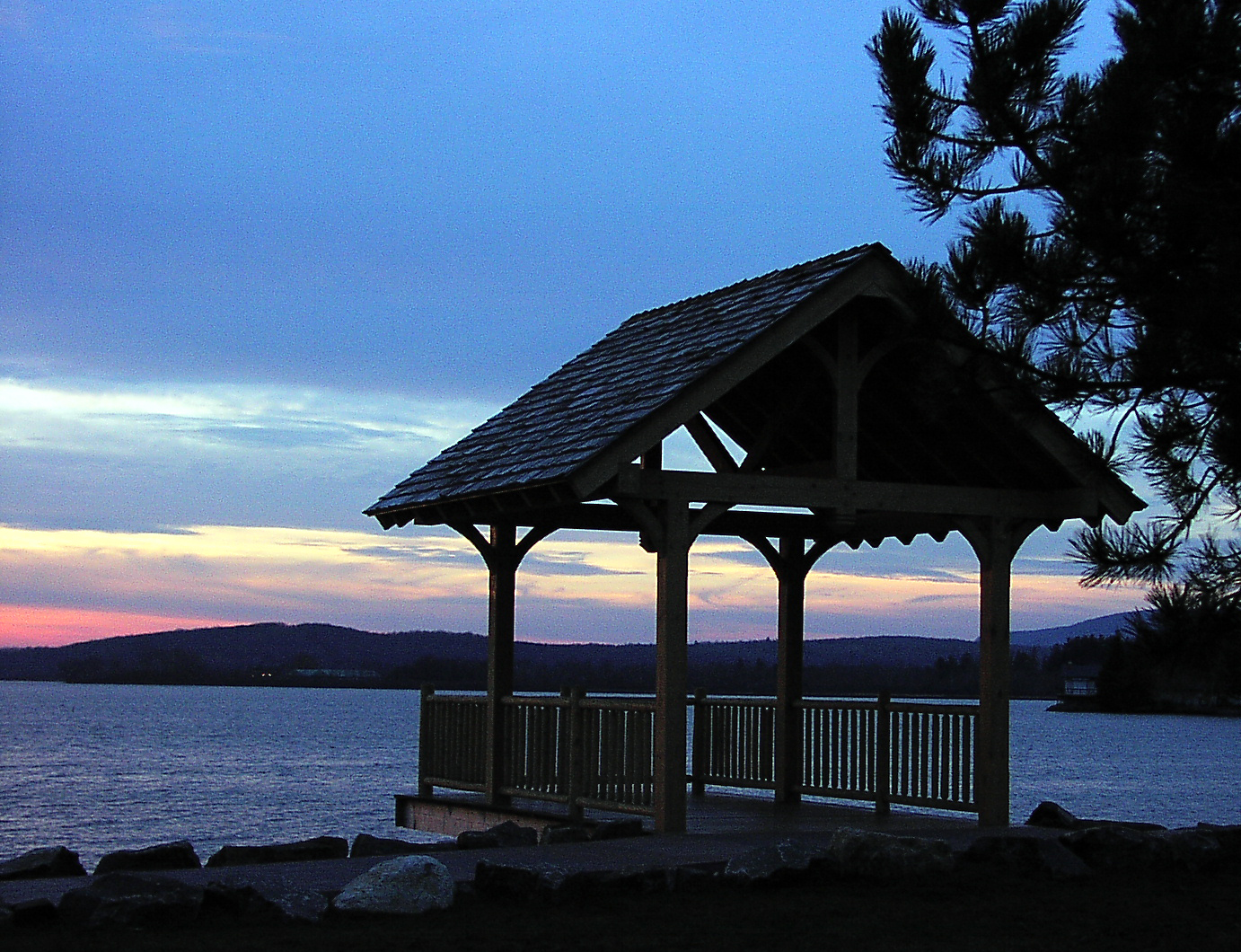
مضرب البركة

بحيرة تابر، هي بحيرة في نيويورك بالولايات المتحدة . تقع البحيرة في حديقة أديرونداك وتعبر خطوط مقاطعة سانت لورانس ومقاطعة فرانكلين.
تم اكتشاف بحيرة تابر من قبل الأمريكان الأصليين في المنطقة حول القرن السادس عشر. كان أول أوروبي يراه هو أنسل توبر، مساح ارضي تنحاز في اتجاه الشمال الشرقي إلى الجنوب الغربي على طولها. يتغذى نهر راكيت على البحيرة ويستنزفها.
تقع البحيرة في مدينتي ألتامونت ( مقاطعة فرانكلين ) وبيرسفيلد ( مقاطعة سانت لورانس ). تقع قرية بحيرة تابر في الطرف الشمالي الشرقي من بلدة بحيرة تابر. القرية مجاورة لبركة راكيت، ذراع البحيرة في نهايتها الشمالية الغربية. ذراع آخر للبحيرة، سيمون بوند، يقع جنوب القرية. تشمل بعض الجزر في البحيرة جزيرة كونتي لاين وجزيرة جزيرة بلاف.